# 唐織
唐織（日语：／ karaori），原指由中國傳入日本的織物總稱，後期經由改良成為日本獨有且具代表性的織品。由於唐織是一種相對高級的織物，在日本古代只有將軍等較高身分階級，以及能劇的戲服才能夠使用這類材質。到了現今，則仍能在能劇的女角上看到唐織裝束。

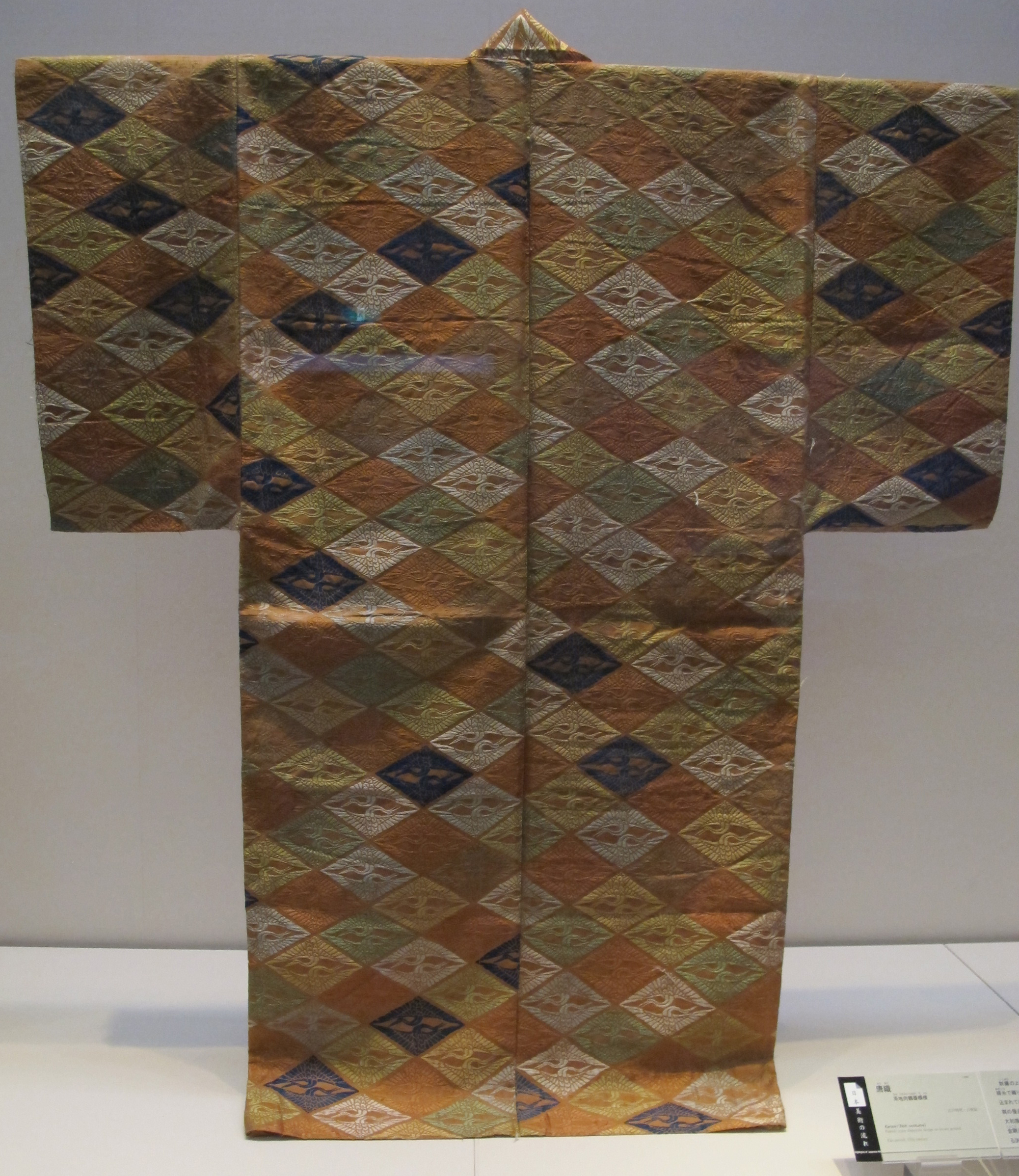
茶地向鶴菱模樣唐織 17世紀 東京國立博物館藏

## 语源
一般而言「唐織」指的是從中國傳入日本的織物總稱，但這種織物形式具體於何時傳入並沒有明確的文史紀載，比較多人支持的說法唐宋時期。必須要先釐清的是，唐織的「唐」並不代表時期，而是代表尊貴之意。在中日兩國文化交流盛行時期，中國輸入大量高級織物到日本，因此在平安時代便把這些從中國輸入的綾、羅、錦稱為唐綾、唐羅、唐錦等，而唐織（或稱唐織物）就是這些織物的統稱。
而除了織物這種解釋，對於唐織其實另有其他解釋。日本《大辭泉》的解釋有三：
1. 中國傳入的織物總稱。
2. 一種採用浮織技法，並且提供給公家的裝束（公家著物）通稱。
3. 能劇服飾。

## 技法
唐織的特點之一，即是唐織服裝上的圖紋與花樣都是直接嵌在布料上的。也就說，唐織使用的並非刺繡的技法，而是在織布的同時加入有色的絲線，將布料與紋樣一次性地織好完成。若我們把唐織布料翻轉過來，並不會看到由刺繡所留下來的絲線，而會是一個光滑的平面。
在簡單介紹唐織織法之前，先介紹一般較常見的幾種織法。

### 平織法
最常見的編織織法，藉由經緯線的一上一下交替完成布料。

### 斜紋織
經緯線的運用是一上三下或是二上四下的織法，經由上下變換色線，使得織出來的布匹能夠有層次上的顏色變化。

### 浮織
唐織的織法便是利用斜紋織作為基礎，另外加入一條有色緯線（繪緯絲），用於創造不同的花紋。這種在斜紋織織法上加入彩線運用的織法稱為「浮織」。浮織的運用使唐織能夠將布料與紋樣一體成形，彷彿是紋樣鑲嵌在布料上一樣。
另外，浮織技法使唐織能夠創造出更加鮮豔且具立體感與層次感的花紋，因此當我們觀看唐織布料或服裝時，會感覺上面的圖樣是另外刺繡上去，但其實並不然。也因為紋樣與布料的一體成形，不會有多餘的絲線殘留在服飾背後，所以浮織能夠將需要耗費的絲線量降低，使唐織同時擁有較為輕薄柔軟的特色，而這種特色則與唐織為何成為能裝束有所關聯。

## 能裝束
能劇所使用的衣服稱為「能裝束」，較有名的是女角所穿著的外套「唐織」，具備傳統又華麗的風格，是世界上最高貴的舞台裝之一。
在觀阿彌、世阿彌的時代時，並沒有那麼複雜，演員衣服較為樸素。後來因為受到將軍、武家貴族的支持才慢慢發展為現在這種華麗的樣貌。至後來安土桃山時代時，隨著當時華美隆盛的文化潮流，能裝束已經能單作一件藝術品來看待。

### 唐織
唐織就是能裝束的代表作，是中國風的織物，源自於模仿蜀江的織錦，它使用金絲、銀絲等彩色的絲調，是提花織法的小袖（一種和服）。
通常能的舞臺上演出的女角穿唐織，意思是將唐織穿得像開襟，然後繫在身體前，全身像是逆三角形，給人洗練的印象。 

### 裝束樣式
能裝束雖然沒有直接表現出那個角色的實際上的樣子，但是角色有固定的穿著樣式，即透過服裝可以看出那個角色的性別、年齡、身份（社會階級）、職業、個性等資訊。
比較明顯的是跟顔色有關的規則。如：女性服裝裡有紅色的叫，沒有紅色的叫。前者指的是年輕女性，而後者指的是中年以上的女性。不僅唐織，如插在髮髻上的鬘帯、腰帶都依循此規則。
且，襟的顔色也有規則，其有有白、浅葱（淺藍色）、赤、紺、萌等顔色，從襟的重叠的狀態來決定那個角色的品位。比如，白色指的是清浄無垢），兩件白色的襟是最高級的。（主角）決定舞臺上穿哪些服裝。能只要遵守像上述的規則，匠心跟配色都可以選，所以可以表現各個的特徵。

## 唐織的藝術性
唐織作為能的表演服飾，其藝術性質在於其織法高超，令花紋如浮於衣服上之外，在能劇的表演裡也佔了極重要的表演地位。唐織透過花紋、顏色的表現，以及沒有多餘線條所展現的輕薄姿態，也有服裝自己本身表達的故事，與能劇相輝映。在唐織僅有的色彩中，表現出無限的想法，如同能劇在有限的空間劇院中表現出無限的故事，有相輔相成之意。
雖說同樣都叫做「唐織」，也因時代而有各種樣式風貌。華麗的金線也不是一開始就有，而是隨著元祿文化一同發展起來的。以花紋與色彩交織而成的唐織，幽玄地搬演出了能劇。若是有如楊貴妃那樣地身分高貴的美女的話，就用金線或是色彩斑斕絹絲閃耀著的牡丹或鳳凰這樣的吉祥紋樣，若是稍有年紀的母親這樣的角色，就用不太見紅色澤的沉穩的秋草紋樣，唐織的設計象徵著主人公的性格。唐織可以說是，受「能」藝能所孕育，並憑藉江戶時代卓越的織造技術而得以發展的，是日本引以為傲的傳統織物。

## 唐織名品

### 重要文化財

#### 能裝束
- 金地松帆模樣唐織（東京國立博物館）
- 紅地花唐草入菱繋紋唐織（八幡神社）
- 綠地桐鳳凰紋樣唐織（石川縣立美術館）
- 紅地鳳凰櫻雪持笹紋唐織（嚴島神社）
- 紅浅葱地菊笹大內菱紋樣段替唐織（嚴島神社）
- 紅萌葱地山道菊桐紋片身替唐織（毛利博物館）
- 紅白締切菊桐紋段替唐織（林原美術館）

#### 其他
- 紅地菊枝桐龜甲紋唐織小袖（林原美術館）
- 紅地雪持橘紋樣唐織小袖（京都國立博物館）